# فولتا كاتالونيا 2012
فولتا كاتالونيا 2012 (بالإنجليزية: 2012 Volta a Catalunya)‏ هو سباق دراجات هوائية أقيم بتاريخ 19–25 مارس، تكون السباق من 6 مراحل وامتدّ لمسافة 995.2 كم بسرعة 41.018 كم/س، استغرق السباق 24 ساعة 15 دقيقة 45 ثانية.